# دانشگاه اگلتروپ
دانشگاه اگلتروپ (به انگلیسی: Oglethorpe University) یک دانشگاه و منطقه تاریخی در ایالات متحده آمریکا است که در بروکهاون، جورجیا واقع شده‌است.